# Loránd György
Loránd György (vagy Lóránd; Budapest, 1913. november 23. – Amerikai Egyesült Államok, 1979. június 1.) táncdalszövegíró, konferanszié, újságszerkesztő, színházigazgató.

## Élete
Loránd Géza gyártulajdonos és Radó Rózsa egyetlen fiúgyermekeként született. Szülei korán megismertették a kultúrával, színházzal, rengeteget olvasott és a könyvek varázsának hatása ihlette meg az írásra. Kiskora óta híres ember akart lenni és kibontakozó tehetsége, humora segítette sikeres pályafutását mint táncdalszövegírót, konferansziét, újságszerkesztőt és színházigazgatót. A Férfi és Úri divat és Sláger bölcső lapnak a tulajdonosa és főszerkesztője volt 1945-1949 között. Ő volt az Új Színház megalapítója és igazgatója a második világháború után.

## Munkássága
500 táncdalszöveg írása fűződik nevéhez. Többek között: A három aranyásó, Melodie d’amour, Kisvasút, Szép Budapest, Már a lomb lehullt, Ha most az egyszer visszajönnél, Mert ellenkezel, Szólj már, Mondd hát a szemembe, Türelem, Már hazaért a vonatunk (a 63-as Táncdalfesztivál első száma). 33 könyvet írt, abból hármat P. Howarddal. 22 színdarabot írt.
A Magyar Moulin Rouge-nak írt műsorokat Kazal László, Alfonzó, Csortos Gyula, Rátonyi Róbert, Psota Irén és számos más híres magyar művész számára. Énekesei közé tartozott: Sárosi Katalin, Gencsy Sári, Zsolnai Hédi, Kovács Erzsi, Sárdy János, Zentai Anna, Rátonyi Róbert, Kazal László, Ákos Stefi, Csákányi László, Sütő Irén, Csák Hugó, Vadas Zsuzsa, Putnoki Gábor, Kibédi Ervin, Breitner János, Varga András, Erdélyi Nóra, Németh Lehel, Fazekas Nicolette, Lőrincz Anikó, Gaal Eta, Koós János, Záray Márta és Vámosi János, Lantos Olivér.
Tisztelői közé tartozott Heltai Jenő és Bartók Béla. Kellér Dezső szerint minden idők legnagyobb konferansziéja és táncdalszöveg írója Loránd György. Szenes Iván azt mondta, hogy Loránd Györgynek köszönhetően lett szövegíró. Legjobb barátai közé tartozott: Alfonzó, Rátonyi Róbert, Kazal László, Major Tamás.

## Magánélete

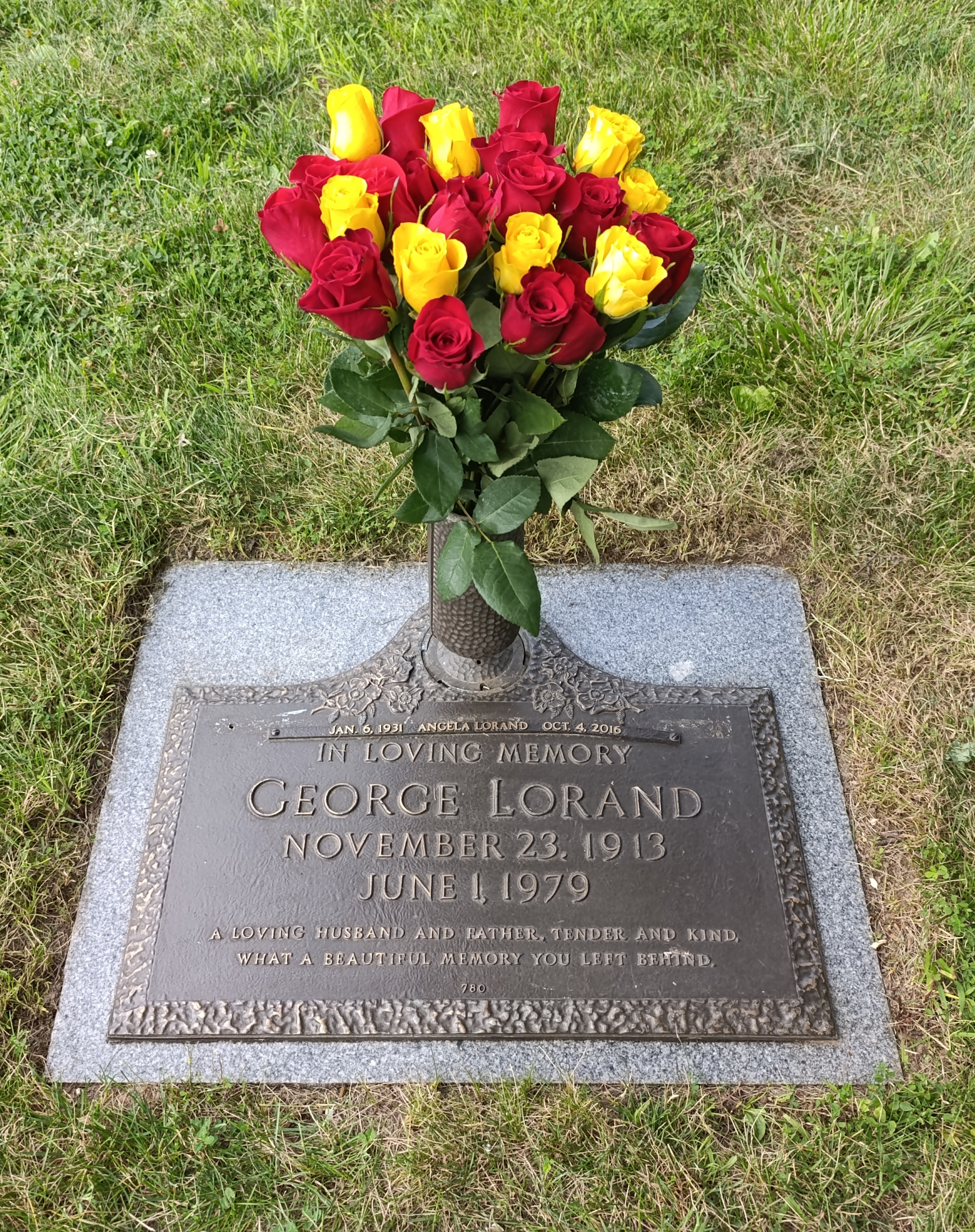
Loránd György sírhelye (NJ, Egyesült Államok)

Ötször nősült, utolsó felesége Happl Ágnes volt. 1970-ben feleségével és fiával együtt emigrált az Egyesült Államokba, ahol később is élt és alkotott.